# Кевін Кампль
Кевін Кампль (словен. Kevin Kampl, нар. 9 жовтня 1990, Золінген, Німеччина) — словенський футболіст, півзахисник національної збірної Словенії та німецького клубу «РБ Лейпциг».
Чемпіон Австрії. Володар кубка Австрії.

## Клубна кар'єра
Вихованець юнацьких команд футбольних клубів «Золінген» та «Баєр 04».
У дорослому футболі дебютував 2008 року виступами за команду клубу «Баєр 04» II, в якій провів два сезони, взявши участь у 36 матчах чемпіонату.
Згодом з 2010 по 2012 рік грав у складі команд клубів «Баєр 04», «Гройтер», «Оснабрюк» та «Аален».
Своєю грою за останню команду привернув увагу представників тренерського штабу клубу «Ред Булл», до складу якого приєднався 2012 року. Відіграв за команду із Зальцбурга наступні три сезони своєї ігрової кар'єри.
2015 року захищав кольори команди клубу «Боруссія» (Дортмунд).
До складу клубу «Баєр 04» приєднався 2015 року.

## Виступи за збірні
Протягом 2009–2012 років залучався до складу молодіжної збірної Словенії. На молодіжному рівні зіграв у 17 офіційних матчах, забив 1 гол.
2012 року дебютував в офіційних матчах у складі національної збірної Словенії.

## Титули і досягнення
- Чемпіон Австрії (1):

«Ред Булл»: 2013-14
- Володар Кубка Австрії (1):

«Ред Булл»: 2013-14
- Володар Кубка Німеччини (2):

«РБ Лейпциг»: 2021-22, 2022-23
- Володар Суперкубка Німеччини (1):

«РБ Лейпциг»: 2023